# Bolborhombus sallaei
Bolborhombus sallaei es una especie de insecto coleóptero de la familia Geotrupidae.

## Hábitat y distribución geográfica
Es una especie que habita en América del Norte pudiéndose encontrar tanto en la región neotropical (México) como en la región neártica (Texas, Estados Unidos).

## Subespecies
Incluyendo la subespecie nominal, se conocen dos subespecies:
- Bolborhombus sallaei magnus Howden, 1964
- Bolborhombus sallaei sallaei (Bates, 1887)